# Municipio Sifontes
Sifontes es uno de los 11 municipios del estado Bolívar. Su capital es Tumeremo. La jurisdicción se encuentra dividida en 3 parroquias y 1 territorio litigio del norte con Guyana. Su población para el censo 2011 es de 50 082 habitantes.

## Toponimia
El municipio toma su nombre al general venezolano Domingo Antonio Sifontes (1839-1912), quien fue reconocido por su defensa de la soberanía venezolana, especialmente contra las incursiones británicas en la región.

## Historia
Sus primeros pobladores fueron indios guayanos y kamaracotos, provenientes de la sabana de la Divina Pastora y Tupuquen ubicadas al margen izquierdo del río Yuruari. Se alimentaban de la caza, la pesca y la agricultura. Tumeremo fue fundado el 26 de enero de 1788 bajo el nombre de «Misión de Nuestra Señora de Belén de Tumeremo» por los frailes capuchinos catalanes entre los que se destacan: fray Mariano de Perafita, Buenaventura de Carrocera y fray Tomás de Santa Eugenia. Tumeremo significa «Culebra pintada», en el dialecto de los primeros indígenas que habitaban estas tierras.
Durante la Campaña de Guayana el general Manuel Piar lucha contra los realistas para apoderarse de las misiones capuchinas del reino de España. Luego de liberar a Tumeremo, los sobrevivientes españoles fueron encarcelados y condenados a muerte. Desde ahí, la ciudad fue un sitio estratégico y cuartel para los soldados patriotas comandados por Simón Bolívar. A partir de 1830 muchas poblaciones indígenas y de otros orígenes comenzaron a emerger en los alrededores de Tumeremo. 

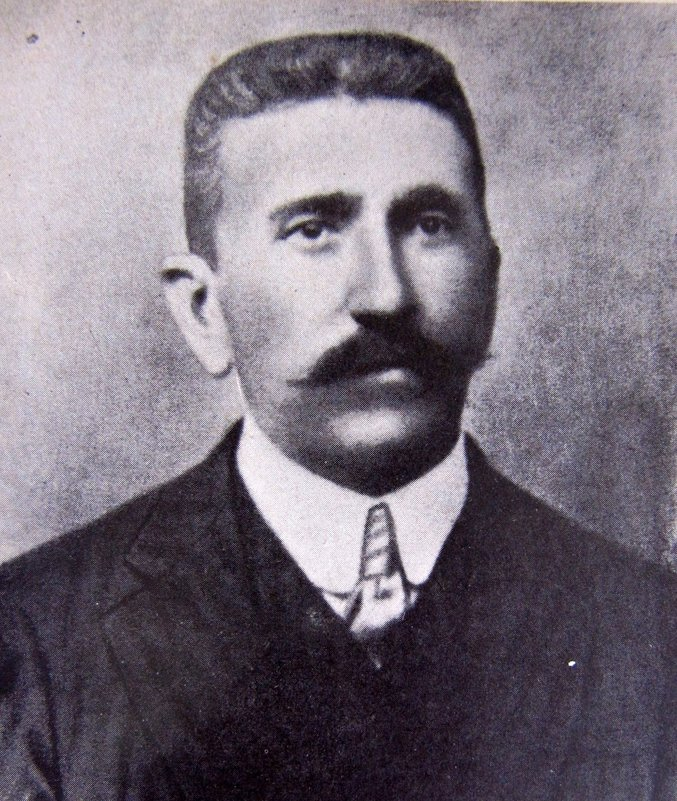
General Domingo Antonio Sifontes a quien debe su nombre el municipio.

En 1894 un grupo de colonos ingleses que venían de la Guayana Británica intentó tomar parte del actual territorio municipal, ante lo cual el general Domingo Antonio Sifontes fundó el 2 de marzo del mismo año la población de El Dorado en la que estableció un puesto militar, para luego expulsar a los invasores del área. Desde entonces el general Sifontes se convirtió en un héroe local en reconocimiento a la defensa de la soberanía venezolana.
El nombre del municipio toma su nombre en honor al general Antonio Domingo Sifontes, pero la jurisdicción abrevió su nombre como Sifontes.

## Símbolos
La bandera del municipio Sifontes es tricolor, sus colores son amarillo (arriba), verde (medio), y azul (abajo), en el centro de la bandera se encuentra el municipio y sus tres parroquias en amarillo la parroquia capital, en verde la parroquia con capital El Dorado, y en azul la parroquia con capital Las Claritas, y a los lados llevan la fecha de la fundación de Tumeremo y la fecha de la creación de la bandera en 2002, por la maestra Yesemia Guevara del colegio Vicente Marcano y pintada por primera vez por el pintor Jesús Adrián Márquez. La plaza Bolívar, ícono de la ciudad de Tumeremo y del municipio, se hizo oficial en el año 1993, al ser creado por iniciativa de la población bolivarense. En 1923 en reconocimiento a la defensa de la soberanía venezolana por parte del General Sifontes, todo el territorio es bautizado Distrito Sifontes, para luego convertirse en el actual Municipio Sifontes.

## Demografía
La población del municipio se ubica para el 2006-2007, una población mayor de 70 000 habitantes, la mayoría se ubican en las capitales de parroquia y del municipio, el resto se ubican en pequeños caseríos

### Idiomas
La mayor parte de la población habla como idioma materno el español, pero hay comunidades de habla Pemón sobre todo en la zona Cuyuní tanto el español como los idiomas indígenas son oficiales en todo el municipio. En el territorio también se habla por un algunos inmigrantes brasileños el idioma portugués. También algunos usan el idioma inglés por influencia del vecino territorio Esequibo (Guayana).

## Organización parroquial
La jurisdicción, se encuentra dividida en 3 parroquias: una ubicada al norte, otra ubicada en el centro y otra al sur.
| Parroquia          | Superficie | Población   | Densidad     | Ubicación | Capital      |
| ------------------ | ---------- | ----------- | ------------ | --------- | ------------ |
| Dalla Costa        | 7464 km²   | 14947 hab.  | hab./km²     | Centro    | El Dorado    |
| San Isidro         | 6820 km²   | 11860 hab.  | hab./km²     | Sur       | Las Claritas |
| Tumeremo           | 12537 km²  | 35655 hab.  | hab./km²     | Norte     | Tumeremo     |
| Municipio Sifontes | 24.393 km² | 62.462 hab. | 1,8 hab./km² |           |              |

## Geografía

Municipio Sifontes en el estado Bolívar

El municipio Sifontes se ubica en el noreste del estado Bolívar, tiene 2 parroquias de las 47 del mismo y un territorio litigio del norte con Guyana, junto a la Sección Capital Tumeremo, que no es una parroquia y el municipio Sifontes es uno de los 11 municipios del estado y uno sólo de los 335 municipios de Venezuela. El municipio contiene en él poco menos 24.400 km², en el cual se ven muchos caseríos cerca del Cuyuní y de las ciudades capitales de parroquia y del municipio Sifontes.

### Hidrografía

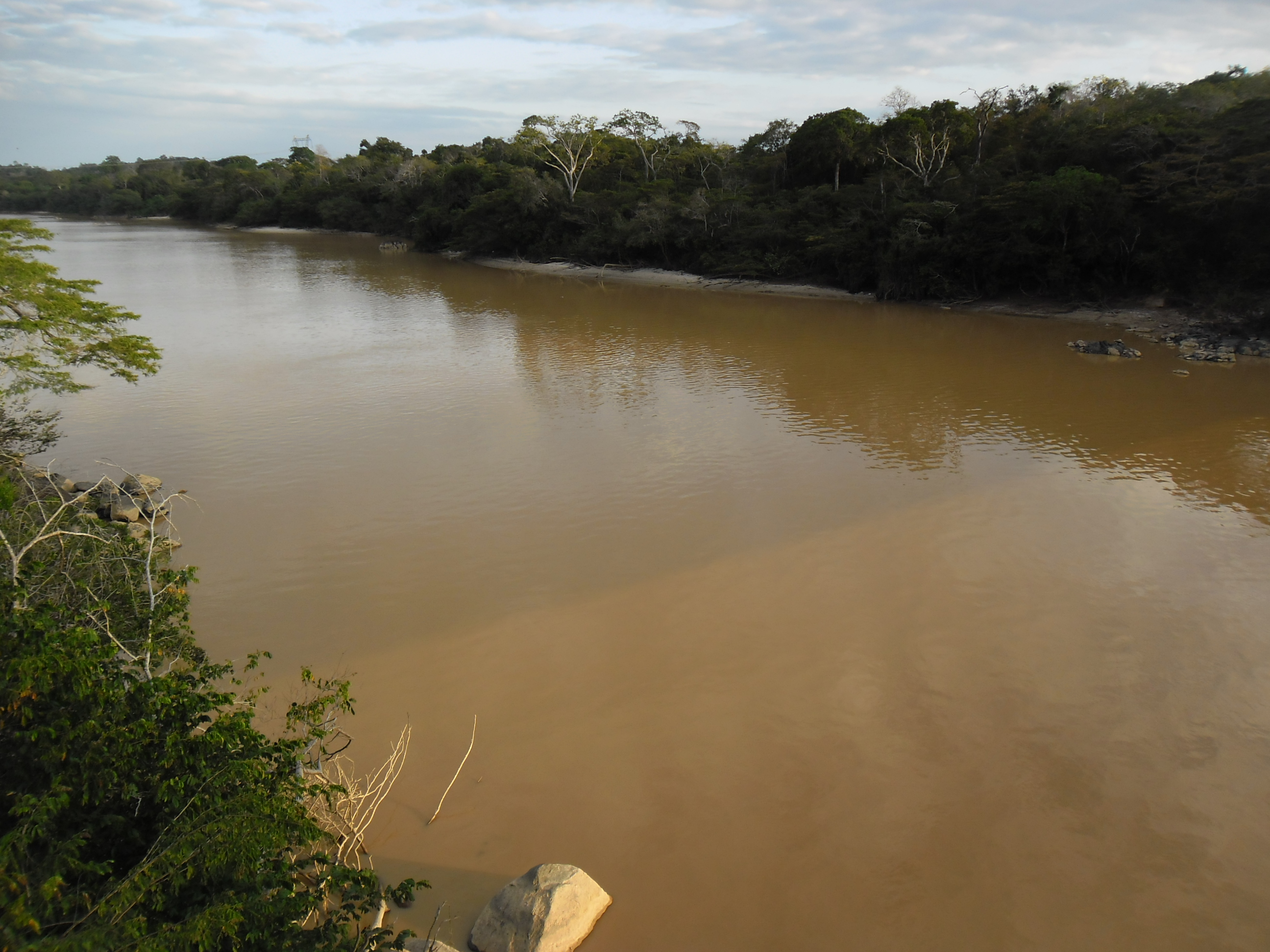
Río Cuyuní en el municipio Sifontes

La hidrografía del municipio se basa principalmente en un solo río, el río Cuyuní, que limita con la Guayana Esequiba, territorio en disputa entre Venezuela y Guyana.

### Clima

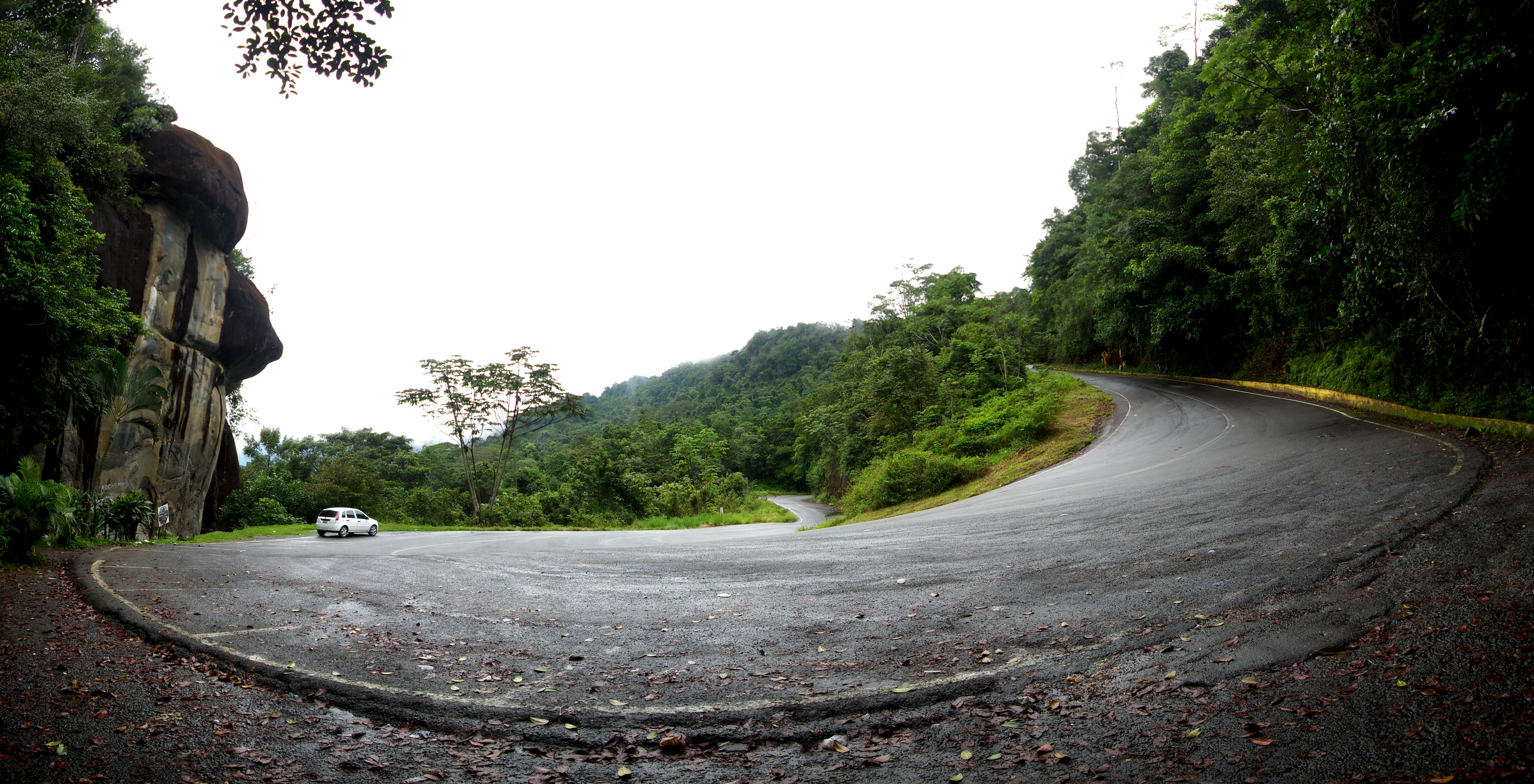
Piedra de la Virgen Municipio Sifontes

El municipio Sifontes se ubica entre un valle y la entrada a las sabanas bolivarenses, en él valle se ubica Tumeremo, y hasta hoy día muchas partes del municipio aún no han sido del todo exploradas. El clima es de temperatura fresca al estar un poco más de los 100 metros sobre el nivel del mar. La temperatura del municipio oscila entre los 25º y 40° en sus días más calurosos.

### Límites
- Al norte: los municipios Piar, Roscío y El Callao (pertenecientes al estado Bolívar); y el estado Delta Amacuro.

- Al sur: el municipio Gran Sabana y Guayana Esequiba (Venezuela).

- Al este: Guayana Esequiba (Venezuela).

- Al oeste: con los municipios Piar y Roscio (todos pertenecientes al estado Bolívar).

## Economía
Está basada principalmente en la agricultura y ganadería, pero en Las Claritas y el kilómetro 88 existe la minería ilegal. Las ventas más importantes se ven en Tumeremo, este no es tan grande para organizarse tan bien y lograr grandes y variadas ventas y producciones del sector terciario, es un buen lugar para la venta de productos del sector primario y el secundario no tanto como en otros municipios, hay algunas industrias semi-grandes y medianas en la zona.

### Turismo
El principal atractivo se encuentra en las áreas naturales del municipio y de la ciudad de Tumeremo, pero otro buen lugar de visita está en la simple pero cuidada Plaza Bolívar de Tumeremo, en honor al libertador de Venezuela, Simón Bolívar,

## Política y gobierno

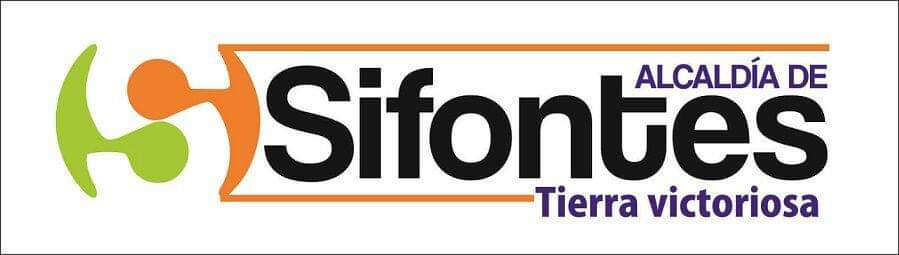
Logo de la Alcaldía (2013-2017).

### Alcaldes
| Período     | Alcalde              | Partido político / Alianza | % de votos | Notas |
| ----------- | -------------------- | -------------------------- | ---------- | --- |
| 1989 - 1992 | Tomas Abraham Anzola | AD                         | 41,84      | Primer alcalde bajo elecciones directas |
| 1992 - 1995 | Omelio Cabeza        | COPEI                      | 29,82      | Segundo alcalde bajo elecciones directas |
| 1995 - 2000 | Carlos Chancellor    | LCR                        |            | Tercer alcalde bajo elecciones directas (se realizaron elecciones generales adelantadas en el 2000 debido a la aprobación de la Constitución de 1999) |
| 2000 - 2004 | Carlos Chancellor    | LCR                        | 66,52      | Reelecto |
| 2004 - 2008 | Marlene Vargas       | MVR                        | 44,73      | Cuarto alcalde bajo elecciones directas |
| 2008 - 2013 | Carlos Chancellor    | PPT                        | 63,52      | Quinto alcalde bajo elecciones directas (se postergan 1 año las elecciones municipales pautadas para finales del 2012)                                |
| 2013 - 2017 | Carlos Chancellor    | MUD                        | 50,23      | Reelecto |
| 2017 - 2021 | Juan Vicente Rojas   | PSUV                       | 61,93      | Sexto alcalde bajo elecciones directas |
| 2021 - 2025 | Juan Vicente Rojas   | PSUV                       | 63,23      | Reelecto |

### Concejo municipal
Período 1989 - 1992
| Concejales:         | Partido político / Alianza |
| ------------------- | -------------------------- |
| Nerys Petterson     | AD                         |
| Rafael A. Velázquez | AD                         |
| Ely Pacheco         | AD                         |
| Nestor Luis Plaz    | COPEI                      |
| Javier Ruiz Bolívar | COPEI                      |

Período 1992 - 1995
| Concejales:        | Partido político / Alianza |
| ------------------ | -------------------------- |
| Javier Ruiz        | COPEI                      |
| Manuel Centeno     | COPEI                      |
| Eude Yanez         | COPEI                      |
| Simón Nonato       | COPEI                      |
| Nerys Petterson    | AD                         |
| Samuel Pinto       | LCR                        |
| José Dimas Granado | MAS                        |

Período 1995 - 2000
| Concejales:        | Partido político / Alianza |
| ------------------ | -------------------------- |
| Eliezer Lugo       | LCR                        |
| Adalberto Rada     | LCR                        |
| Danilo León Quiaro | LCR                        |
| Italo Pizarro      | LCR                        |
| Horacio Gutiérrez  | COPEI                      |
| Solaindi Moreno    | COPEI                      |
| Nerys Petterson    | AD                         |

Período 2000 - 2005
| Concejales | Partido político / Alianza |
| ---------- | -------------------------- |
| '          | MVR                        |
| '          | MVR                        |
| '          | MVR                        |
| '          | LCR                        |
| '          | LCR                        |
| '          | LCR                        |
| '          | (Representación Indígena)  |

Período 2005 - 2013
| Concejales          | Partido político / Alianza |
| ------------------- | -------------------------- |
| Pedro Grillet       | MVR                        |
| Maria Salome Romero | MVR                        |
| Francia Rivas       | MVR                        |
| Edgar Cabrera       | MVR                        |
| Jesus Malave        | MVR                        |
| Carlos Chancellor   | LCR                        |
| Juan José Gonzalez  | (Representación Indígena)  |

Período 2013 - 2018
| Concejales       | Partido político / Alianza |
| ---------------- | -------------------------- |
| Yandris Pacheco  | PSUV                       |
| Lourdes Amoretty | PSUV                       |
| José Atienza     | PSUV                       |
| José García      | MUD                        |
| Luis Espinoza    | MUD                        |
| Yoanis Mejías    | MUD                        |
| Inés Figueroa    | (Representación Indígena)  |

Período 2018 - 2021
| Concejales     | Partido político / Alianza |
| -------------- | -------------------------- |
| Saira Delgado  | PSUV                       |
| Daimarys Pérez | PSUV                       |
| Junior Mariño  | PSUV                       |
| Jesus Figueroa | PSUV                       |
| José Atienza   | PSUV                       |
| Maria Bogado   | PSUV                       |
| Luis Miranda   | (Representación indígena)  |

Periodo 2021 - 2025
| Concejales:     | Partido político / Alianza |
| --------------- | -------------------------- |
| Nilda Camero    | PSUV                       |
| Lesvia Ruiz     | PSUV                       |
| José Atienza    | PSUV                       |
| Luis López      | PSUV                       |
| Julio Sirit     | PCV                        |
| Alfredo Gamuzza | PCV                        |
| Luis Miranda    | (Representación Indígena)  |